# فرانك كايل
فرانك كايل (بالإنجليزية: Frank Kyle)‏ هو لاعب كرة قدم أمريكية أمريكي، ولد في 23 مايو 1882 في مقاطعة كلاي في الولايات المتحدة، وتوفي بنفس المكان في 22 أكتوبر 1929.